# Bernard Verlhac
Bernard Verlhac, známější jako Tignous (21. srpna 1957 Paříž – 7. ledna 2015 Paříž) byl francouzský karikaturista. Své dílo publikoval v různých magazínech, například Charlie Hebdo a Fluide Glacial. Do Charlie Hebdo přispíval od roku 1980. Rovněž vydal několik vlastních knih; roku 2011 například vydal knihu kreseb Cinq ans sous Sarkozy. Byl zastřelen v lednu 2015, ve věku 58 let, při útoku na redakci časopisu Charlie Hebdo.